# Renkin 3-kyū Magical? Pokān
Renkin 3-kyū Magical? Pokān (錬金3級 まじかる?ぽか～ん, Renkin San-kyū Majikaru? Pokān) là một bộ phim truyền hình anime Nhật Bản kể về cuộc sống hàng ngày của bốn công chúa đến từ Địa Ngục – những người đã chết và không nhớ gì về những điều từng xảy ra trong cuộc sống hàng ngày lúc họ còn sống. Biết đến rộng rãi với tên gọi Magical Pokaan, nhưng đôi khi nó cũng được đọc rút gọn là Magipoka.

## Nhân vật[1]
- Uma(ゆ う, Yūma),

Lồng tiếng bởi: Momoko Saitou
Uma là một phù thủy, mặc dù cô ấy chưa thành thạo trong việc sử dụng phép thuật do cô ấy là " nhà giả kim". Cô ấy rất lạc quan và tìm thấy niềm vui trong việc khám phá thế giới. Khi cô ấy khám phá về thế giới, cô ấy nhanh chóng và tự hào và chỉ ra cho những cô gái khác mình là người đầu tiên khám phá những điều như vậy, trở nên thất vọng khi những người khác học nhanh hơn cô ấy. Uma thích đọc truyện tranh lãng mạn. Thỉnh thoảng khi Uma niệm chú, váy của cô nhấc lên để lộ quần lót. Uma giống như một chú thỏ, từ thú cưng của cô và đệm cà rốt của cô .
- Pachira (パ キ, Pakira)

Lồng tiếng bởi: Aya Hirano
Pachira là một ma cà rồng với đôi tai nhọn và hai con dơi nhỏ màu đen gắn trên dải ruy băng tóc. Pachira rất sợ tỏi và nước thánh. Điểm yếu lớn nhất của cô ấy là kích thước ngực nhỏ mà cô ấy hy vọng sẽ mở rộng bằng mọi cách có thể. Cô có khả năng bay bằng cách mọc cánh, mở rộng móng tay thành móng vuốt và được nhìn thấy ăn thức ăn thường xuyên cũng như ham muốn uống máu truyền thống của ma cà rồng (mặc dù cô chủ yếu uống nước ép cà chua). Cô biến thành tro trong ánh sáng mặt trời, nhưng nó không gây tử vong như đã nói trong phần mở đầu của tập một khi cô bị cháy. Pachira mặc một chiếc áo khoác dài và đội hộp bìa giấy trên đầu mỗi khi ra ngoài. Khi cô đi đến bãi biển, Pachira bôi kem chống nắng trên da để tránh bị bỏng. Mặc dù Pachira sẽ không thể chụp ảnh bằng máy ảnh thường, nhưng có thể chụp ảnh bằng máy ảnh hồng ngoại.
- Liru (り, Riru)

Lồng tiếng bởi: Hitomi Nabatame
Liru là người sói với đôi tai và đuôi như sói của cô lộ ra ở dạng bình thường. Cô là mottj cô gái tóc vàng rám nắng, mặc bộ dây nịt da màu nâu đi ngang ngực, găng tay không ngón màu nâu với vòng tay nhọn bằng vàng trên người, quần short màu xanh và đôi bốt dài đến đùi trắng. Liru có một tính cách mạnh mẽ và có những đặc điểm của động vật như khả năng nhảy xa khoảng cách với ít nỗ lực, và đã tăng cường sức mạnh, tốc độ, sức chịu đựng và các giác quan. Giống như tất cả người sói, cô ấy là người BIến hình và hình dạng sói của cô ấy trông giống như một con chó con màu vàng. Một chủ đề nhỏ lặp đi lặp lại trong các tập phim là khi Liru nhìn thấy một vật thể hình  tròn, cô ngay lập tức biến thành hình dạng con sói của mình (mặc dù thật kỳ lạ, cô có vẻ không phản ứng lại với mặt trăng thật). Hình dạng sói của cô như 1 con chó nhỏ màu vàng. Liru cũng còn có điểm yếu là bạc. Là người sói nên cô rất yêu thích món thịt bò Matsuzaka nên cô có thể bị dụ rất dể bời món này.
- Aiko (鉄 子)

Lồng tiếng bởi: Satomi Akesaka
Aiko là một người máy có bàn tay màu bạc và đôi chân hình đôi giày màu bạc nhưng CPU lại lỗi thời và kích thước bộ nhớ thấp. Tên cô ấy là một cách chơi chữ của Aiko (愛, Cô gái dễ thương). Đó là tên của một cô gái thông thường, nhưng "Ai" trong tên của cô được viết bằng chữ Hán cho "Sắt" chứ không phải là "dễ thương". Aiko thực hiện nhiệm vụ dọn phòng cho các cô gái khác như nấu ăn, mua sắm và giặt giũ vì tâm trí tận tụy thế nên cô trở thành quản gia của nhóm. Cân nặng của cô là 300 kg (660  lb) trở lên gây ra vấn đề vì cân nặng của cô có xu hướng phá vỡ mọi thứ (ví dụ như thang máy và thang máy trượt tuyết). Là một người máy , Aiko không ăn hay uống một lần khi hai người tuyết phục vụ đồ ăn lạnh ba công chúa khác. Cô luôn hy vọng có được cơ thể kiểu người của riêng mình thông qua bất cứ cách nào có thể. Khi ở bãi biển, Aiko sử dụng bộ đồ kiểu tàu ngầm gió để đi bơi để tránh bị thấm nước.
- Keimie (イ ミ, Keimī)

Lồng tiếng bởi: Nomico
Một người phụ nữ vô hình đóng vai trò là người trông coi của bốn công chúa. Mặc dù cô ấy không xuất hiện thường xuyên ngoại trừ phần kể chuyện trong tập một và phần kể chuyện ở cuối của số tập hoặc nghe nói điều gì đó với các công chúa trong một số tập, cảnh đáng chú ý nhất của cô ấy liên quan đến một trò chơi nói tiếng Anh, nơi cô ấy  chơi trò nếm thử Nattō với các công chúa và gây rắc rối bằng cách nói tiếng Nhật với họ. Cô ấy cũng uống Nattō khi Aiko nhắn tin. Trong "The Spell of Ifs is Dr.", cô ấy cuốn băng vải trắng để che cơ thể vô hình của mình khi tập phim cho thấy mỗi công chúa là một bác sĩ.
- Jun (ジ ュ ン) và Tan (タ ン)

Jun Lồng tiếng bởi: Nomico
Tân Lồng tiếng bởi: Wataru Hatano
Vật nuôi Uma của, là một sinh vật giống thỏ màu đào và Tan là một sinh vật giống thỏ đen. Chúng có thể xoay tai như một cánh quạt máy bay trực thăng để bay, sử dụng phần cuối của tai làm tay và thỉnh thoảng nổi xung quanh. Tan cũng có thể đổi thành mũ của Uma khi Uma mặc chiếc áo choàng đen của cô.
- Siêu bác sĩ K-Ko (ス ー パ ー ド ク タ K, Sūpā Dokutā Kē-ko)

Lồng tiếng bởi: Shōko Tsuda
Một nhân vật phụ đóng vai trò là nhân vật phản diện của bộ truyện. Cô là một nhà khoa học nóng bỏng và là một chuyên gia Địa Ngục, người luôn cố gắng để có được "cộng đồng khoa học" để xem bốn công chúa xấu đến mức nào.... Super Doctor K-Ko muốn có bằng chứng về sự siêu nhiên để được nhận vào giới tinh hoa khoa học và điều tốt hơn là một hoặc tất cả các công chúa sẽ bị bắt trong bẫy của mình hoặc phơi bày trên TV.... nếu kế hoạch của cô không có xu hướng đi lung tung.
- Hongo (本 郷, Hongō)

Lồng tiếng bởi: Kishō Taniyama
Hongo là trợ lý tầm trung của Super Doctor K-Ko. Anh ta hỗ trợ Super Doctor K-Ko trong nhiệm vụ của cô là phơi bày những nàng công chúa là quái vật Netherworld.

## Các tập
Mỗi tập phim được chia thành hai phân đoạn.
| | |                          |  |  |  |  |  |  |  |  |  |  |  |  |  |  |  |  |  |  |  |  |  |  |  |  |  |  |  |  |  |  |  |  |  |  |  |  |  |  |  |  |  |  |  |  |  |  |  |  |  |  |  |  |  |  |  |  |  |  |  |  |  |  |  |  |  |  |  |  |  |  |  |  |  |  |  |  |  |  |  |  |  |  |  |  |  |  |  |  |  |  |  |  |  |  |  |  |  |  |  |  |  |  |  |  |  |  |  |  |  |  |  |  |  |  |  |  |  |  |  |  |  |  |
| 01 | " Câu Thần Chú Đầu Tiên Đơn giản chỉ là một cái bẫy / Buổi Chiều Đặc Biệt Là một Chiếc Mũ Đỏ " "Hajimete no Jumon wa Amai Wana / Gogo no Jumon wa Akai Kabu" (はじめての呪文は甘い罠/午後の呪文は赤いカブ)                         | Ngày 4 tháng 4 năm 2006  |  |  |  |  |  |  |  |  |  |  |  |  |  |  |  |  |  |  |  |  |  |  |  |  |  |  |  |  |  |  |  |  |  |  |  |  |  |  |  |  |  |  |  |  |  |  |  |  |  |  |  |  |  |  |  |  |  |  |  |  |  |  |  |  |  |  |  |  |  |  |  |  |  |  |  |  |  |  |  |  |  |  |  |  |  |  |  |  |  |  |  |  |  |  |  |  |  |  |  |  |  |  |  |  |  |  |  |  |  |  |  |  |  |  |  |  |  |  |  |  |  |  |
| A. Những cái bẫy do Super Doctor K-Ko và Hongo nghĩ ra cuối cùng lại bẫy dính Pachira, Liru và Aiko. Vì vậy, Uma phải đến giải cứu ba người họ. B. Khi đang tìm hiểu về thư, Uma cố gắng xây dựng hộp thư với sự giúp đỡ của Aiko để các cô gái có thể nhận thư. Sau đó, phần tiếp theo liên quan đến việc cố gắng đưa người đưa thư lên tuyến đường của họ để đưa thư cho họ. | |                          |  |  |  |  |  |  |  |  |  |  |  |  |  |  |  |  |  |  |  |  |  |  |  |  |  |  |  |  |  |  |  |  |  |  |  |  |  |  |  |  |  |  |  |  |  |  |  |  |  |  |  |  |  |  |  |  |  |  |  |  |  |  |  |  |  |  |  |  |  |  |  |  |  |  |  |  |  |  |  |  |  |  |  |  |  |  |  |  |  |  |  |  |  |  |  |  |  |  |  |  |  |  |  |  |  |  |  |  |  |  |  |  |  |  |  |  |  |  |  |  |  |  |
| 02 | " The Spell of the Moon is a Blood Pedigree / The Make-Bel tin Spell Is TV Shopping " "Tsuki no Jumon wa Chi no Keifu / Mayakashi no Jumon wa Terebi Shoppingu" (月 の 呪 文シ ョ ッ)                                              | Ngày 11 tháng 4 năm 2006 |  |  |  |  |  |  |  |  |  |  |  |  |  |  |  |  |  |  |  |  |  |  |  |  |  |  |  |  |  |  |  |  |  |  |  |  |  |  |  |  |  |  |  |  |  |  |  |  |  |  |  |  |  |  |  |  |  |  |  |  |  |  |  |  |  |  |  |  |  |  |  |  |  |  |  |  |  |  |  |  |  |  |  |  |  |  |  |  |  |  |  |  |  |  |  |  |  |  |  |  |  |  |  |  |  |  |  |  |  |  |  |  |  |  |  |  |  |  |  |  |  |  |
| A. Sau một sự cố tại khu vực động vật có vú thời tiền sử của bảo tàng, Liru phát hiện ra tình yêu khi cô gặp một người đàn ông tên Ryo, người hóa ra là một người sói khác. B. Trong khi xem TV, Uma và Pachira tìm hiểu về mua sắm tại nhà khi họ thấy một Huấn luyện viên điện (một loại đai thể dục) trên TV. Khi Uma ra lệnh cho Huấn luyện viên điện, các cô gái khác có hứng thú với việc mua sắm trên TV cho đến khi họ biết rằng mua sắm tại nhà bao gồm phải trả tiền cho những thứ đó. | |                          |  |  |  |  |  |  |  |  |  |  |  |  |  |  |  |  |  |  |  |  |  |  |  |  |  |  |  |  |  |  |  |  |  |  |  |  |  |  |  |  |  |  |  |  |  |  |  |  |  |  |  |  |  |  |  |  |  |  |  |  |  |  |  |  |  |  |  |  |  |  |  |  |  |  |  |  |  |  |  |  |  |  |  |  |  |  |  |  |  |  |  |  |  |  |  |  |  |  |  |  |  |  |  |  |  |  |  |  |  |  |  |  |  |  |  |  |  |  |  |  |  |  |
| 03 | " Ngày mai Hạnh Phúc là sự quyên góp cho tình yêu / Thần chú của hạnh phúc là một người đàn ông lý tưởng " "Ashita no Jumon wa Ai no Kenketsu / Shiawase no Jumon wa Risō no Dansei" (明日 の 呪)                                  | Ngày 18 tháng 4 năm 2006 |  |  |  |  |  |  |  |  |  |  |  |  |  |  |  |  |  |  |  |  |  |  |  |  |  |  |  |  |  |  |  |  |  |  |  |  |  |  |  |  |  |  |  |  |  |  |  |  |  |  |  |  |  |  |  |  |  |  |  |  |  |  |  |  |  |  |  |  |  |  |  |  |  |  |  |  |  |  |  |  |  |  |  |  |  |  |  |  |  |  |  |  |  |  |  |  |  |  |  |  |  |  |  |  |  |  |  |  |  |  |  |  |  |  |  |  |  |  |  |  |  |  |
| A. Khi gặp một anh chàng dễ thương bên ngoài Xe buýt hiến máu, Pachira cuối cùng đã hiến một số máu và cuối cùng cô ấy yếu đi. Điều này cuối cùng đã cám dỗ cô ấy cố gắng hút máu từ Uma và Liru. B. Khi ở trong rạp chiếu phim, các cô gái thảo luận về người bạn trai trong mơ của mình. Khi cân nặng của Aiko kết thúc việc vô hiệu hóa thang máy, các cô gái nói về cách họ sẽ gặp bạn trai trong mơ của mình trong khi lột quần áo lót khi thang máy ấm hơn. | |                          |  |  |  |  |  |  |  |  |  |  |  |  |  |  |  |  |  |  |  |  |  |  |  |  |  |  |  |  |  |  |  |  |  |  |  |  |  |  |  |  |  |  |  |  |  |  |  |  |  |  |  |  |  |  |  |  |  |  |  |  |  |  |  |  |  |  |  |  |  |  |  |  |  |  |  |  |  |  |  |  |  |  |  |  |  |  |  |  |  |  |  |  |  |  |  |  |  |  |  |  |  |  |  |  |  |  |  |  |  |  |  |  |  |  |  |  |  |  |  |  |  |  |
| 04 | " Câu thần chú bí mật và sự khởi đầu của mùa mưa / Câu Thần chú Lễ Thất tịch " "Naisho no Jumon wa Baiu Zensen / Mimiyori na Jumon wa Tanabata Matsure" (な い し七夕 祭)                                                          | Ngày 25 tháng 4 năm 2006 |  |  |  |  |  |  |  |  |  |  |  |  |  |  |  |  |  |  |  |  |  |  |  |  |  |  |  |  |  |  |  |  |  |  |  |  |  |  |  |  |  |  |  |  |  |  |  |  |  |  |  |  |  |  |  |  |  |  |  |  |  |  |  |  |  |  |  |  |  |  |  |  |  |  |  |  |  |  |  |  |  |  |  |  |  |  |  |  |  |  |  |  |  |  |  |  |  |  |  |  |  |  |  |  |  |  |  |  |  |  |  |  |  |  |  |  |  |  |  |  |  |  |
| A. Trong mùa mưa, các hệ thống của Aiko bị bao phủ trong nấm mốc khiến giọng nói của cô ấy nghe rất tệ. Trong khi Liru đang chơi dưới mưa, Uma và Pachira cố gắng dọn dẹp hệ thống của Aiko sau khi vô hiệu hóa cô. B. Một đợt nắng nóng đã tấn công Hikarigaoka và các cô gái biết rằng Lẽ Thất Tịch xảy ra vào ngày 7 tháng 7 trong khi quyết định điều ước nào nên được thực hiện. | |                          |  |  |  |  |  |  |  |  |  |  |  |  |  |  |  |  |  |  |  |  |  |  |  |  |  |  |  |  |  |  |  |  |  |  |  |  |  |  |  |  |  |  |  |  |  |  |  |  |  |  |  |  |  |  |  |  |  |  |  |  |  |  |  |  |  |  |  |  |  |  |  |  |  |  |  |  |  |  |  |  |  |  |  |  |  |  |  |  |  |  |  |  |  |  |  |  |  |  |  |  |  |  |  |  |  |  |  |  |  |  |  |  |  |  |  |  |  |  |  |  |  |  |
| 05 | " Sự mệt mỏi trên một chuyến đi đến bãi biển / Spell Love là một chuyến đi đến bãi biển " "Datsuryoku không Jumon wa Kaisuiyoku / Koi no Jumon wa Kaisuiyoku" (脱力の呪文は海水浴/恋の呪文は海水浴)                                | Ngày 2 tháng 5 năm 2006  |  |  |  |  |  |  |  |  |  |  |  |  |  |  |  |  |  |  |  |  |  |  |  |  |  |  |  |  |  |  |  |  |  |  |  |  |  |  |  |  |  |  |  |  |  |  |  |  |  |  |  |  |  |  |  |  |  |  |  |  |  |  |  |  |  |  |  |  |  |  |  |  |  |  |  |  |  |  |  |  |  |  |  |  |  |  |  |  |  |  |  |  |  |  |  |  |  |  |  |  |  |  |  |  |  |  |  |  |  |  |  |  |  |  |  |  |  |  |  |  |  |  |
| A. Khi một cơn bão hủy hoại ngày của họ ở bãi biển, các cô gái cố gắng Đến ở tại khách sạn gần nhất. B. Sau một tai nạn với những chiếc phao của họ, các cô gái được cứu thoát khỏi chết đuối bởi Lulu, một nàng tiên cá là công chúa của merfol. Họ sớm giúp cô có được một cậu bé mà cô phải lòng, người mà Yuma cuối cùng đã nhận. Lulu tìm thấy một người bạn đời trong một con sứa vào cuối tập phim, Yuma và công chúa Nether khác có một cuộc chiến. Các cô gái (không bao gồm Yuma) về nhà, trong khi Yuma và chàng trai đi bơi, và chàng trai hóa ra là một linh hồn dẫn Yuma đến chỗ chết của cô.                          | |                          |  |  |  |  |  |  |  |  |  |  |  |  |  |  |  |  |  |  |  |  |  |  |  |  |  |  |  |  |  |  |  |  |  |  |  |  |  |  |  |  |  |  |  |  |  |  |  |  |  |  |  |  |  |  |  |  |  |  |  |  |  |  |  |  |  |  |  |  |  |  |  |  |  |  |  |  |  |  |  |  |  |  |  |  |  |  |  |  |  |  |  |  |  |  |  |  |  |  |  |  |  |  |  |  |  |  |  |  |  |  |  |  |  |  |  |  |  |  |  |  |  |  |
| 06 | " Các chính tả của Rebirth Là một kiếm Qua Hell / Một Healing Spell là một Debut Vườn " "Saisei không Jumon wa Jigoku Tanbō / Iyashi không Jumon wa Koen Debyū" (再生の呪文は地獄探訪/癒しの呪文は公園デビュー)                    | Ngày 9 tháng 5 năm 2006  |  |  |  |  |  |  |  |  |  |  |  |  |  |  |  |  |  |  |  |  |  |  |  |  |  |  |  |  |  |  |  |  |  |  |  |  |  |  |  |  |  |  |  |  |  |  |  |  |  |  |  |  |  |  |  |  |  |  |  |  |  |  |  |  |  |  |  |  |  |  |  |  |  |  |  |  |  |  |  |  |  |  |  |  |  |  |  |  |  |  |  |  |  |  |  |  |  |  |  |  |  |  |  |  |  |  |  |  |  |  |  |  |  |  |  |  |  |  |  |  |  |  |
| A. Trong một theo dõi để kết thúc của tập trước, Uma đã chết và bị kết án đến địa ngục bởi Enma (chơi bởi Super Doctor K-Ko). Trong mỗi cấp độ của Địa ngục, Uma gặp phải các đối tác địa ngục và ác quỷ của các công chúa đồng bào của mình, nơi cô cuối cùng khiến họ phát điên. B. Với sự giúp đỡ từ người sói của Jun, Tan và Liru, Uma thực hiện các trò ảo thuật trong công viên để giải trí cho những người ở đó và thể hiện phép thuật của mình. | |                          |  |  |  |  |  |  |  |  |  |  |  |  |  |  |  |  |  |  |  |  |  |  |  |  |  |  |  |  |  |  |  |  |  |  |  |  |  |  |  |  |  |  |  |  |  |  |  |  |  |  |  |  |  |  |  |  |  |  |  |  |  |  |  |  |  |  |  |  |  |  |  |  |  |  |  |  |  |  |  |  |  |  |  |  |  |  |  |  |  |  |  |  |  |  |  |  |  |  |  |  |  |  |  |  |  |  |  |  |  |  |  |  |  |  |  |  |  |  |  |  |  |  |
| 07 | " Một câu thần chú có hương vị phong phú là đêm của trăng tròn / Một phép thuật kết hợp là robot bất khả chiến bại, M5 " "Mattari no Jumon wa Jūgoya / Gattai no Jumon wa Muteki Robotto Emu Faibu" (っは 無敵 ロ ッ ト M5)        | Ngày 16 tháng 5 năm 2006 |  |  |  |  |  |  |  |  |  |  |  |  |  |  |  |  |  |  |  |  |  |  |  |  |  |  |  |  |  |  |  |  |  |  |  |  |  |  |  |  |  |  |  |  |  |  |  |  |  |  |  |  |  |  |  |  |  |  |  |  |  |  |  |  |  |  |  |  |  |  |  |  |  |  |  |  |  |  |  |  |  |  |  |  |  |  |  |  |  |  |  |  |  |  |  |  |  |  |  |  |  |  |  |  |  |  |  |  |  |  |  |  |  |  |  |  |  |  |  |  |  |  |
| A. Liru chuẩn bị cho việc xem Trăng Tròn bằng cách lấy vật tư cho nó và tìm một vị trí hoàn hảo trong công viên để xem Trăng Tròn tại. B. Trong phân đoạn Super Robot -type này, Uma, Pachira, Liru và Keimie đóng vai trò Magical 5 để cứu đồng đội Aiko và công ty nhiên liệu của họ khỏi một robot Mecha-Hongo khổng lồ do Super Doctor K-Ko tạo ra. | |                          |  |  |  |  |  |  |  |  |  |  |  |  |  |  |  |  |  |  |  |  |  |  |  |  |  |  |  |  |  |  |  |  |  |  |  |  |  |  |  |  |  |  |  |  |  |  |  |  |  |  |  |  |  |  |  |  |  |  |  |  |  |  |  |  |  |  |  |  |  |  |  |  |  |  |  |  |  |  |  |  |  |  |  |  |  |  |  |  |  |  |  |  |  |  |  |  |  |  |  |  |  |  |  |  |  |  |  |  |  |  |  |  |  |  |  |  |  |  |  |  |  |  |
| 08 | " Spell Tối nay có phải là một ma cà rồng / Các Spell of Dreams là ma thuật Lasts One Day " "Kon'ya không Jumon wa Kyūketsuki / Yume no Jumon wa Ichinichi dake không Maho" (今夜の呪文は吸血鬼/夢の呪文は一日だけの 魔法)         | Ngày 23 tháng 5 năm 2006 |  |  |  |  |  |  |  |  |  |  |  |  |  |  |  |  |  |  |  |  |  |  |  |  |  |  |  |  |  |  |  |  |  |  |  |  |  |  |  |  |  |  |  |  |  |  |  |  |  |  |  |  |  |  |  |  |  |  |  |  |  |  |  |  |  |  |  |  |  |  |  |  |  |  |  |  |  |  |  |  |  |  |  |  |  |  |  |  |  |  |  |  |  |  |  |  |  |  |  |  |  |  |  |  |  |  |  |  |  |  |  |  |  |  |  |  |  |  |  |  |  |  |
| A. Mọi người trên khắp Hikarigaoka đang bị ma cà rồng tấn công vào ban đêm. Jun, Tan và Liru từng nghi ngờ Pachira vì các cuộc tấn công khi thấy bóng dáng cô tấn công ai đó. Pachira nghi ngờ rằng có người khác đứng sau các cuộc tấn công này. B. Aiko giành được Happy Powder từ một giải thưởng trong Tạp chí Makai Teen, có thể mang lại bất cứ điều gì thu hút vào cuộc sống. Vì nó chỉ có thể làm việc cho một phù thủy, Uma sử dụng nó để vẽ nhiều thứ khác nhau, bao gồm cả việc vẽ lên một đoàn tàu thiên hà để đưa chúng đến thiên hà Andromeda trong một trong những nỗ lực của Aiko để có được cơ thể con người.       | |                          |  |  |  |  |  |  |  |  |  |  |  |  |  |  |  |  |  |  |  |  |  |  |  |  |  |  |  |  |  |  |  |  |  |  |  |  |  |  |  |  |  |  |  |  |  |  |  |  |  |  |  |  |  |  |  |  |  |  |  |  |  |  |  |  |  |  |  |  |  |  |  |  |  |  |  |  |  |  |  |  |  |  |  |  |  |  |  |  |  |  |  |  |  |  |  |  |  |  |  |  |  |  |  |  |  |  |  |  |  |  |  |  |  |  |  |  |  |  |  |  |  |  |
| 09 | " Câu thần chú vi phạm đang mời một ngôi nhà yêu thích / Câu thần chú trắng là Giáng sinh " "Zekkō no Jumon wa Irootoko-san Irasshāi / Shiro no Jumon wa Kurisumasu" (の 呪 文ク リ ス)                                            | Ngày 30 tháng 5 năm 2006 |  |  |  |  |  |  |  |  |  |  |  |  |  |  |  |  |  |  |  |  |  |  |  |  |  |  |  |  |  |  |  |  |  |  |  |  |  |  |  |  |  |  |  |  |  |  |  |  |  |  |  |  |  |  |  |  |  |  |  |  |  |  |  |  |  |  |  |  |  |  |  |  |  |  |  |  |  |  |  |  |  |  |  |  |  |  |  |  |  |  |  |  |  |  |  |  |  |  |  |  |  |  |  |  |  |  |  |  |  |  |  |  |  |  |  |  |  |  |  |  |  |  |
| A. Trong khi ra ngoài lấy Ishiyakiimo (khoai mỡ nướng trên đá nóng), Liru cuối cùng đã cứu một anh chàng khỏi bị đánh. Sau đó, cô cuối cùng đã nhìn thấy một đĩa CD rơi với hình dạng của nó biến cô thành hình dạng người sói. Khi Aiko mời anh đến nhà của họ, Liru không muốn được nhìn thấy trong hình dạng hiện tại của cô và Pachira muốn anh tự mình. B. Sau khi đọc một câu chuyện Giáng sinh, các cô gái chuẩn bị cho Giáng sinh, từ Aiko làm một chiếc vớ kim loại, các cô gái chuẩn bị một bữa tiệc Giáng sinh, các cô gái giải quyết vấn đề ống khói và các cô gái chuẩn bị cho sự xuất hiện của ông già Noel.           | |                          |  |  |  |  |  |  |  |  |  |  |  |  |  |  |  |  |  |  |  |  |  |  |  |  |  |  |  |  |  |  |  |  |  |  |  |  |  |  |  |  |  |  |  |  |  |  |  |  |  |  |  |  |  |  |  |  |  |  |  |  |  |  |  |  |  |  |  |  |  |  |  |  |  |  |  |  |  |  |  |  |  |  |  |  |  |  |  |  |  |  |  |  |  |  |  |  |  |  |  |  |  |  |  |  |  |  |  |  |  |  |  |  |  |  |  |  |  |  |  |  |  |  |
| 10 | " Các chính tả Lạnh Là một Snowboard trượt tuyết / Các Spell Hot Là một Spontaneous Onsen " "Kōrudo không Jumon wa Sunobosukī / Hotto na Jumon wa Tennen Onsen" (コールドの呪文はスノボスキー/ホットな呪文は天然温泉)              | Ngày 6 tháng 6 năm 2006  |  |  |  |  |  |  |  |  |  |  |  |  |  |  |  |  |  |  |  |  |  |  |  |  |  |  |  |  |  |  |  |  |  |  |  |  |  |  |  |  |  |  |  |  |  |  |  |  |  |  |  |  |  |  |  |  |  |  |  |  |  |  |  |  |  |  |  |  |  |  |  |  |  |  |  |  |  |  |  |  |  |  |  |  |  |  |  |  |  |  |  |  |  |  |  |  |  |  |  |  |  |  |  |  |  |  |  |  |  |  |  |  |  |  |  |  |  |  |  |  |  |  |
| A. Các cô gái lên dốc và học cách trượt tuyết. Khi họ không đặt chỗ trước tại một trong những nhà nghỉ, cuối cùng họ ở lại với một số người tuyết cố gắng thêm chúng vào bộ sưu tập đông lạnh của họ. B. Trong khi đi bộ qua rừng, các cô gái tìm thấy một suối nước nóng mà Liru kể cho họ và cuối cùng bắt gặp những người phụ nữ hóa ra là Tanukis cuối cùng đã ăn cắp quần áo của họ. | |                          |  |  |  |  |  |  |  |  |  |  |  |  |  |  |  |  |  |  |  |  |  |  |  |  |  |  |  |  |  |  |  |  |  |  |  |  |  |  |  |  |  |  |  |  |  |  |  |  |  |  |  |  |  |  |  |  |  |  |  |  |  |  |  |  |  |  |  |  |  |  |  |  |  |  |  |  |  |  |  |  |  |  |  |  |  |  |  |  |  |  |  |  |  |  |  |  |  |  |  |  |  |  |  |  |  |  |  |  |  |  |  |  |  |  |  |  |  |  |  |  |  |  |
| 11 | " Spell of Reticence đang vui vẻ với cuộc trò chuyện bằng tiếng Anh / Cuộc khủng hoảng là mặt khác của lời tạm biệt " "Mukuchi na Jumon wa Tanoshii Eikaiwa / Pinchi no Jumon wa Sayonara no Mukōgawa" (無さ よ な ら の 向 こ う) | Ngày 13 tháng 6 năm 2006 |  |  |  |  |  |  |  |  |  |  |  |  |  |  |  |  |  |  |  |  |  |  |  |  |  |  |  |  |  |  |  |  |  |  |  |  |  |  |  |  |  |  |  |  |  |  |  |  |  |  |  |  |  |  |  |  |  |  |  |  |  |  |  |  |  |  |  |  |  |  |  |  |  |  |  |  |  |  |  |  |  |  |  |  |  |  |  |  |  |  |  |  |  |  |  |  |  |  |  |  |  |  |  |  |  |  |  |  |  |  |  |  |  |  |  |  |  |  |  |  |  |  |
| A. Các cô gái chơi một trò chơi "nói tiếng Anh" do Keimie tổ chức và một mớ hỗn độn khiến họ uống đồ uống Natto có vị rất tệ. B. Các cô gái nhìn thấy Super Doctor K-Ko trong một chương trình truyền hình xoay quanh lý thuyết về quái vật phim kinh dị tồn tại giữa loài người. Khi người đồng chủ trì chương trình truyền hình kết thúc khám phá bí mật của cô gái nhờ các cảnh quay được sử dụng bởi Super Doctor K-Ko, sau đó nó được công khai. Các cô gái trải nghiệm sự nổi tiếng cho đến khi họ kết thúc một chương trình thảo luận chống lại Super Doctor K-Ko trong cuộc thảo luận nếu quái vật từ Netherworld nguy hiểm. | |                          |  |  |  |  |  |  |  |  |  |  |  |  |  |  |  |  |  |  |  |  |  |  |  |  |  |  |  |  |  |  |  |  |  |  |  |  |  |  |  |  |  |  |  |  |  |  |  |  |  |  |  |  |  |  |  |  |  |  |  |  |  |  |  |  |  |  |  |  |  |  |  |  |  |  |  |  |  |  |  |  |  |  |  |  |  |  |  |  |  |  |  |  |  |  |  |  |  |  |  |  |  |  |  |  |  |  |  |  |  |  |  |  |  |  |  |  |  |  |  |  |  |  |
| 12 | " Các chính tả của đau buồn là Khi Memories Change / Các Gentle chính tả Là một Magician " "Aishū không Jumon wa Omoide ni Kawaru Toki / Yasashii Jumon wa Mahotsukai" (哀愁の呪文は想い出に変わるとき/優しい呪文は魔法使い)       | Ngày 20 tháng 6 năm 2006 |  |  |  |  |  |  |  |  |  |  |  |  |  |  |  |  |  |  |  |  |  |  |  |  |  |  |  |  |  |  |  |  |  |  |  |  |  |  |  |  |  |  |  |  |  |  |  |  |  |  |  |  |  |  |  |  |  |  |  |  |  |  |  |  |  |  |  |  |  |  |  |  |  |  |  |  |  |  |  |  |  |  |  |  |  |  |  |  |  |  |  |  |  |  |  |  |  |  |  |  |  |  |  |  |  |  |  |  |  |  |  |  |  |  |  |  |  |  |  |  |  |  |
| A. Aiko tìm thấy một VCR chứa những ký ức của cô ấy khi phát lại chương trình yêu thích của các cô gái đang phát sóng. Khi các cô gái dự định sử dụng VCR để ghi nó, cuối cùng họ cần D / A Converter để kết nối nó với Truyền hình kỹ thuật số của họ và tìm kiếm toàn bộ quốc gia. B. Khi Uma bị cảm lạnh, cuối cùng cô ấy bị các cô gái khác nhiễm ma thuật khi họ làm cô ấy vui. Với phép thuật của mình được hoàn thiện, cô ấy thực hành nó trên thị trấn. Sau khi tự chữa khỏi cho mình và những cô gái khác vì cảm lạnh, họ sớm tìm ra cách tạo ra Cây hoa Anh đào trước bệnh viện nở sớm khi Uma hết phép thuật.             | |                          |  |  |  |  |  |  |  |  |  |  |  |  |  |  |  |  |  |  |  |  |  |  |  |  |  |  |  |  |  |  |  |  |  |  |  |  |  |  |  |  |  |  |  |  |  |  |  |  |  |  |  |  |  |  |  |  |  |  |  |  |  |  |  |  |  |  |  |  |  |  |  |  |  |  |  |  |  |  |  |  |  |  |  |  |  |  |  |  |  |  |  |  |  |  |  |  |  |  |  |  |  |  |  |  |  |  |  |  |  |  |  |  |  |  |  |  |  |  |  |  |  |  |

Các tập sau là độc quyền cho DVD.
| | |                           |  |  |  |  |  |  |  |  |  |  |  |  |  |  |  |  |  |  |  |  |  |  |  |  |  |  |  |  |  |  |  |  |  |  |  |  |  |  |  |  |  |  |  |  |  |  |  |  |  |  |  |  |  |  |  |  |  |  |  |  |  |  |  |  |  |  |  |  |  |  |  |  |  |  |  |  |  |  |  |  |  |  |  |  |  |  |  |  |  |  |  |  |  |  |  |  |  |  |  |  |  |  |  |  |  |  |  |  |  |  |  |  |  |  |  |  |  |  |  |  |  |  |
| Tập 1 | " The Spell of Skewed Legend Is Momotaro " "Dassetsu no Jumon wa Momotarō" (脱 説 の 文)                                 | 23 tháng 6 năm 2006       |  |  |  |  |  |  |  |  |  |  |  |  |  |  |  |  |  |  |  |  |  |  |  |  |  |  |  |  |  |  |  |  |  |  |  |  |  |  |  |  |  |  |  |  |  |  |  |  |  |  |  |  |  |  |  |  |  |  |  |  |  |  |  |  |  |  |  |  |  |  |  |  |  |  |  |  |  |  |  |  |  |  |  |  |  |  |  |  |  |  |  |  |  |  |  |  |  |  |  |  |  |  |  |  |  |  |  |  |  |  |  |  |  |  |  |  |  |  |  |  |  |  |
| Trong phân khúc này, một cái hộp hình quả đào có chứa MOMO (từ viết tắt của Military convert Ops Mechanical Operative) của Viện khoa học Kasuga có tên MOMO9000 (do Aiko thủ vai) bị mất trong một tai nạn trên đường khiến nó rơi xuống sông. Sau đó, một cặp vợ chồng già đã nhầm MOMO9000 là Momotarō. Sau khi đọc câu chuyện về Momotaro, MOMO9000 tìm đến Onigashima giết Oni trong khi kiếm được đồng minh là một con chó (Liru), một con khỉ (Umai) và một con chim trĩ (Pachira). | |                           |  |  |  |  |  |  |  |  |  |  |  |  |  |  |  |  |  |  |  |  |  |  |  |  |  |  |  |  |  |  |  |  |  |  |  |  |  |  |  |  |  |  |  |  |  |  |  |  |  |  |  |  |  |  |  |  |  |  |  |  |  |  |  |  |  |  |  |  |  |  |  |  |  |  |  |  |  |  |  |  |  |  |  |  |  |  |  |  |  |  |  |  |  |  |  |  |  |  |  |  |  |  |  |  |  |  |  |  |  |  |  |  |  |  |  |  |  |  |  |  |  |  |
| Tập 2 | " Phép thuật của Ifs như Tiến sĩ ○ × □ " "Ifu no Jumon wa Dokutā Maru Batsu Sankaku Shikaku" (nếu 呪 文 Tiến sĩ ○ × △ □) | Ngày 25 tháng 8 năm 2006  |  |  |  |  |  |  |  |  |  |  |  |  |  |  |  |  |  |  |  |  |  |  |  |  |  |  |  |  |  |  |  |  |  |  |  |  |  |  |  |  |  |  |  |  |  |  |  |  |  |  |  |  |  |  |  |  |  |  |  |  |  |  |  |  |  |  |  |  |  |  |  |  |  |  |  |  |  |  |  |  |  |  |  |  |  |  |  |  |  |  |  |  |  |  |  |  |  |  |  |  |  |  |  |  |  |  |  |  |  |  |  |  |  |  |  |  |  |  |  |  |  |  |
| Super Doctor K-Ko cho mọi người xem thấy điều gì sẽ xảy ra nếu một bác sĩ là phù thủy, ma cà rồng, người sói hay android. | |                           |  |  |  |  |  |  |  |  |  |  |  |  |  |  |  |  |  |  |  |  |  |  |  |  |  |  |  |  |  |  |  |  |  |  |  |  |  |  |  |  |  |  |  |  |  |  |  |  |  |  |  |  |  |  |  |  |  |  |  |  |  |  |  |  |  |  |  |  |  |  |  |  |  |  |  |  |  |  |  |  |  |  |  |  |  |  |  |  |  |  |  |  |  |  |  |  |  |  |  |  |  |  |  |  |  |  |  |  |  |  |  |  |  |  |  |  |  |  |  |  |  |  |
| Tập 3 | " Câu thần chú vô giá của ngày lễ tình nhân " "Taisetsu na Jumon wa Barentain Dē" (大 切 な 呪 文 ン ・)                 | Ngày 25 tháng 10 năm 2006 |  |  |  |  |  |  |  |  |  |  |  |  |  |  |  |  |  |  |  |  |  |  |  |  |  |  |  |  |  |  |  |  |  |  |  |  |  |  |  |  |  |  |  |  |  |  |  |  |  |  |  |  |  |  |  |  |  |  |  |  |  |  |  |  |  |  |  |  |  |  |  |  |  |  |  |  |  |  |  |  |  |  |  |  |  |  |  |  |  |  |  |  |  |  |  |  |  |  |  |  |  |  |  |  |  |  |  |  |  |  |  |  |  |  |  |  |  |  |  |  |  |  |
| Các cô gái tìm hiểu về Ngày Valentine và tìm ra ai nên là người yêu của họ. | |                           |  |  |  |  |  |  |  |  |  |  |  |  |  |  |  |  |  |  |  |  |  |  |  |  |  |  |  |  |  |  |  |  |  |  |  |  |  |  |  |  |  |  |  |  |  |  |  |  |  |  |  |  |  |  |  |  |  |  |  |  |  |  |  |  |  |  |  |  |  |  |  |  |  |  |  |  |  |  |  |  |  |  |  |  |  |  |  |  |  |  |  |  |  |  |  |  |  |  |  |  |  |  |  |  |  |  |  |  |  |  |  |  |  |  |  |  |  |  |  |  |  |  |

## Người Làm Phim
- Câu chuyện gốc: Garakuta
- Giám đốc: Kenichi Yatagai
- Thành phần, kịch bản: Yasunori Ide
- Thiết kế nhân vật, Tổng giám đốc sản xuất: Katsuzō Hirata
- Thiết kế chống đỡ: Yoshihiro Watanabe
- Thiết kế nghệ thuật: Naomi Igata (KUSANAGI)
- Giám đốc nghệ thuật: Ayū Kawamoto (KUSANAGI)
- Thiết kế màu sắc: Yukiharu Obata
- Giám đốc nhiếp ảnh: Junichi Watanabe, Tsugio Ozawa
- Biên tập: Masahiro Matsumura
- Giám đốc hiệu ứng âm thanh: Hiroyuki Matsuoka
- Sản xuất hiệu ứng âm thanh: Half HP Studio
- Âm nhạc: Noriyasu Agematsu
- Sản xuất âm nhạc: Lantis
- Sản xuất: Genco
- Sản xuất hoạt hình: REMIC
- Hỗ trợ sản xuất: Studio Gash
- Được sản xuất bởi Magipoka-dan

## CD
Lantis đã phát hành ba album CD:
- TV Anime "Renkin 3-Kyu Magical? Pokān" Drama Original CD (TVアニメ「錬金3級まじかる?ぽか~ん」オリジナルドラマCD, Terebi Anime "Renkin 3-Kyu Majikaru? Pokān" Orijinaru drama Shīdī) LACA-5529, ¥ 2500, ngày 21 tháng 6 năm 2006
- "Majipoka" Ending Theme Song "Hãy làm điều đó" (「まじぽか」エンディング主題歌集『しちゃいましょう』, "Majipoka" Endingu Shudaika Shū "Shichaimashō") LACA-5517, ¥ 1800, ngày 24 tháng 5 năm 2006
- "Majipoka" Opening Theme Song "Blood Oath" (「まじぽか」オープニング主題歌『鮮血の誓い』, "Majipoka" Ōpuningu Shudaika "Senketsu không Chikai") LACM-4257, ¥ 1200, ngày 26 tháng 4 năm 2006 (maxi-single)